# Караганди (Магжана Жумабаєва район)
Караганди́ (каз. Қарағанды) — село у складі району Магжана Жумабаєва Північноказахстанської області Казахстану. Входить до складу Ногайбайбійського сільського округу.
До 2009 року село називалось Карагандінське.
Населення — 568 осіб (2021; 1077 у 2009, 1593 у 1999, 2343 у 1989).
Національний склад станом на 1989 рік:
- росіяни — 55 %
- казахи — 22 %.